# Алексия (певица)
Вижте пояснителната страница за други личности с името Алексия.
Алексия (Alexia), псевдоним на Алесия Акуилани (на италиански: Alessia Aquilani; * 19 май 1967 в Ла Специя, Италия) е италианска певица и композиторка.
Считана за кралица на международната денс музика от 1990-те години, с мощен и твърд глас, тя дебютира в евроденс жанра на английски език с песента в сътрудничество с Айс Ем Си Think About the Way. Благодарение на сингли като Summer Is Crazy, Uh la la la, The Music I Like и Goodbye тя събира поредица от рекордни хитове, доминиращи в класациите в Европа. В началото на новото хилядолетие се изявява като поп и соул изпълнителка на италиански език – значителна стилистична повратна точка, която я консолидира на музикалната сцена. В кариерата си продава над 6 милиона записа и има десет сингъла в Топ 10 на Италия, включително 4 на първо място. Участва в девет издания на Фестивалбар и четири Фестивала на италианската песен в Санремо, от които е определена за победителка в изданието от 2003 г. с песента „За да кажеш не“ (Per dire di no).
Тя е единствената италианска певица, участвала във Фестивалбар девет поредни пъти.

## Биография

### 1990-те години
Алексия родена през 1967 г. в град Специя. Започва да се занимава с пеене от ранна детска възраст, насочена към музиката от страстта и родителите си. На 7-годишна възраст се присъединява към групата I Ragazzi di Migliarina, на която става соло певица. Междувременно учи пеене, пиано и танци.
От ранна възраст участва в музикални събития. Започва работа за звукозаписната компания Euroenergy (на Discomagic) през 1989 г. със синглите Alexia Cooper – Boy и Lita Beck – It's All Right. На следващата година е в хора на песните Cinema и Scream на Айс Ем Си. Впоследствие си сътрудничи с продуцента Роберто Дзанети (по-известен като Robyx или Savage), бивш сътрудник на Дзукеро, като певица в няколко евроденс групи от неговата звукозаписна компания DWA, включително Дабъл Ю и Айс Ем Си, по-специално в няколко от хитовете на Айс Ем Си като Think About the Way (включен като саундтрак във филма “Трейнспотинг“), It's a Rainy Day, Take Away the Color (от които има и предишна версия, където вокалистка е Симон Джей), Russian Roulette и Run Fa Cover, който отвежда Алексия на турне в Европа с над 300 концерта.
Когато Айс Ем Си напуска DWA, Robyx насочва вниманието си към Алексия и двойката написва песента Me and You („Аз и ти“), която включва вокалите на Дабъл Ю. Песента излиза на 29 август 1995 г. и заема първо място в класациите в Италия и Испания.
През 1996 г. излиза вторият ѝ сингъл Summer Is Crazy („Лятото е лудо“), който достига челните места в Испания, Италия и Финландия. През същата година излиза третият сингъл Number One („Номер едно“), който е друг международен хит.
През 1997 г. Алексия издава първия си албум Fan Club („Фен клуб“), който включва песента Uh la la la. Сингълът постига отлични резултати в европейските класации и е издаден в Англия в ремиксирана версия. В Италия има огромен успех, въпреки че се отклонява от чисто танцовото звучене на предишните сингли. Албумът ѝ се продава в повече от 600 хил. копия.
През 1998 г. излиза първият сингъл от втория ѝ албум Gimme Love („Дай ми любов“), който достига върха на италианските и испанските класации, превръщайки се в нов летен хит.
Албумът The Party вижда как Алексия се отдалечава от евроденс звученето за сметка на европоп звучене. Албумът се продава в 500 хил. копия. През същата година излиза вторият сингъл The Music I Like („Музиката, която харесвам“) и той достига върха на италианската класация. Промоцията и турнето на албума продължават с издаването на третия сингъл Keep On Movin'.
През 1999 г. излиза третият ѝ албум, озаглавен Happy („Щастлива“). Вторият сингъл – Happy получава добър успех, предшестван от сингъла Goodbye („Довиждане“), който влиза в италианската десетка благодарение и на факта, че е избран за саундтрак на телевизионната реклама на важна телефонна компания.

### 2000-те години
През 2000 г. сингълът Ti amo ti amo („Обичам те, обичам те“), 12-и в италианската класация, е включен в компилацията на Алексия The Hits. Тя съдържа най-големите хитове на изпълнителката и алтернативна версия на три нейни песни.
През 2001 г. излиза петият албум на певицата с лейбъл Сони/Епик, озаглавен Mad for Music („Луда по музиката“). Изваденият сингъл Money Honey („Пари, скъпи“) достига 21-во място в италианската класация и с него певицата участва във Фестивалбар. Вторият сингъл е Summerlovers („Летни любовници“). Алексия участва във Фестивалбар и популяризира новата си работа в Италия.

#### Големият успех сDimmi come...и победа на Фестивала в Санремо през 2003 г.
През 2002 г. Алексия започва да пее почти изключително на италиански език. Излиза нейният шести албум, наречен просто Alexia, от който е взет първият ѝ сингъл Dimmi come... („Кажи ми как...“). С тази песен тя участва в 52-рия Фестивал на италианската песен в Санремо, където се класира на 2-ро място в категория Big и печели Награда „Воларе“ за най-добра музика. Албумът се продава в 50 хил. копия и печели златен диск за продажби. Сингълът лети до върха на класациите за продажби и се превръща в един от нейните „бойни коне“. Издадена е и английска версия на албума, предшествана от сингъла Don't You Know (английска версия на Dimmi come...), който постига успех във Франция и Австралия. Оттогава музиката на Алексия е насочена към италианския пазар. През лятото излиза вторият сингъл от албума – Non lasciarmi mai („Никога не ме оставяй“), и започва новото ѝ турне на различни места в Италия.
Второто място на Фестивала в Санремо убеждава Алексия да участва отново и тя се състезава в 53-тия Фестивал в Санремо, който и печели. Нейната песен Per dire di no („За да кажеш „не““) е соул балада, която достига 9-о място в класациите за продажби. Малко след това излиза и седмият ѝ албум Il cuore a modo mio („Сърцето по мой начин“) и започва дълго турне в Италия. През лятото на същата година излиза вторият сингъл Egoista („Егоист“), който достига челната десетка в италианската класация. Алексия отново участва във Фестивалбар.
На 20 май 2003 г. певицата получава наградата „Град Специя“ за придаване на престиж на лигурийския град. В същата година тя е отличена и с наградата „Титано“ като най-добра изпълнителка на годината.
През 2004 г. Алексия записва в САЩ осмия си албум Gli occhi grandi della Luna („Големите очи на Луната“) с продуцентите Сам Уотърс и Луис Бианканиело и авторката Даян Уорън (Сам Уотърс и Луис Бианканиело пишат, продуцират и аранжират песента Come tu mi stai, докато Даян Уорън пише Se te ne vai così). Албумът съдържа и песента Senza un vincitore („Без победител“), посветена на историята на колоездача Марко Пантани. Албумът излиза в звикозаписните магазини на 1 юни, но смяната на музикалния жанр не е много убеждителен за публиката и албумът има скромен успех.
През лятото Алексия е избрана от Ренато Дзеро за редовна гостенка на концертите му през месец юни на стадионите в Милано, Верона, Флоренция и Рим, където за случая изпълнява дует на известната песен Madame, който ще бъде включен в концертния албум на Дзеро Figli del sogno-live 2004. Впоследствие Алексия участва във Фестивалбар с първия промоционален сингъл от албума – You Need Love („Нуждаеш се от любов“). На 16 юли по радиото излиза и вторият промоционален сингъл от албума Una donna sola („Сама жена“). След последния албум Алексия се завръща на Фестивала в Санремо с песен Da grande („Като голяма“), която предшества втората ѝ компилация със същото заглавие. Алексия се класира на второ място в категорията „Жени“.
През лятото излиза и вторият сингъл от албума – Mai dire mai („Ника не казва никога“), за промоцията на който певицата тръгва на турне. През юни, заедно с Тициано Феро и Рикардо Фоли, тя участва в „Нощ на италианските ноти“: два концерта, организирани от Radio Italia в Канада – в Kingswood Theatre в Торонто и в Saputo Theatre в Монреал. През същата година Алексия записва песен, озаглавена Vola via („Отлети“), която е вмъкната като саундтрак в анимационния филм „Барби и магията на Пегас“. Впоследствие тя записва друга своя песен, озаглавена Viaggiando verso l'amore („Пътувайки към любовта“) по повод третото издание на Safe N'sound. През лятото на 2006 г. Алексия започва новото си турне, отивайки в различни места в Италия.
След пауза от около година, в която певицата става майка, на 13 юли 2007 г. излиза песен, озаглавена Du du du. Тя е представен на 2 август вечерта в предаването Il Cerchio della vita („Кръгът на живота“), като откриваща песен на програмата. Впоследствие тя е популяризирана от турнето ѝ в Италия. Това е най-новата творба, произведена от лейбъла Сони/Би Ем Джи.
През 2008 г., след дълго отсъствие от музикалната сцена, Алексия се завръща с по-суров и по-хаплив образ на 30 май със сингъл, предшестващ нейния осми албум с неиздавани парчета и първия ѝ самостоятелно продуциран, за лейбъла Lungomare srl / Edel records, озаглавен Grande coraggio („Голям кураж“) – електроакустична балада, в която се разглежда темата за трудността да се изправиш пред живота.
Издаването на албума, озаглавен Alè, е насрочено за 27 юни, но е представен предварително в ArmaniPrivè в Милано на 18 юни. Тази нова творба на певицата е по-автобиографична: две песни са специално посветени на членовете на нейното семейство: Occhi negli Occhi („Очи в очи“) и Mio Padre („Моят баща“) съответно на дъщеря ѝ и на баща ѝ, който умира преждевременно.
По случай Олимпийските игри в Пекин 2008 Алексия е избрана от официалното радио на спортното събитие – Радио Италия за акустичната версия на живо на концерт в Пекин, придружена от младия клавирист Федерико Солацо. На 19 септември излиза вторият ѝ промоционален сингъл – Guardarti dentro („Погледни вътре в себе си“) единствено по музикалната телевизия Music Box, а по-късно и по други радиостанции. Песента е официално представена в телевизионното предаване „Доменика Ин“ на 26 октомври.
На 27 декември в Капри, по време на Капри Холивуд филмов фестивал Алексия получава Музикална награда „Капри“. През същата година тя е избрана от Global One Music да представлява Италия в проект за събиране на музикални таланти за обединяване на различните страни чрез комуникативната сила на музиката. Песента, изпълнена от всеки певец на свой собствен език, е озаглавена Come nessuno („Както никого“) и вижда как Алексия си сътрудничи с Андреа Дианети. Global One Music е издаден в двоен компактдиск в 30 страни за общо два милиарда потребители: първият включва първия сингъл Come nessuno и четири други песни, фокусиращи вниманието върху всеки един певец в собствената му страна, докато вторият компактдиск включва хитовете, направили известни всички изпълнители в проекта в собствената им страна.
След наградата Рим Видеоклип за видеото на песента Guardati dentro Алексия участва във Фестивала в Санремо през 2009 г. заедно с Марио Лавеци с песен, озаглавена Biancaneve („Снежанка“), написана от самия Лавеци с Могол. Песента се нарежда на първо място сред най-теглените сингли в портала „цифрови съобщения". Въпреки че не печели, тя е оценена от техническото жури и музикалните критици като най-достойната за певческия фестивал. Biancaneve е включена в преизданието за Италия на предишната ѝ самопродуцирана творба Alè заедно с други неиздавани произведения, адаптации и музикални сътрудничества (сред които с Bloom 06 и Madame SiSi). Песента достига шеста позиция в Топ цифрово теглене на класацията на FIMI.
Албумът, озаглавен Ale & c., излиза на 20 февруари в магазините за звукозаписи и за цифрово изтегляне, докато новото турне на певицата Ale & C. World Tour 2009 е разделено на две части: първата – лятна спира на италианските площади, а втората, есенна – в международните градове. Турнето стартира на 29 май на ледената пързалка в швейцарския град Киасо. Вторият сингъл от албума Ale & c., озаглавен We Is the Power („Ние е силата“) с участието на Bloom 06 (бивш член на Айфел 65), е представен по всички радиостанции на 12 юни. На 21 юни на стадион „Джузепе Меаца“ в Милано тя участва в мега концерта „Приятелки за Абруцо" заедно с Лаура Паузини, Джана Нанини, Фиорела Маноя, Джорджа, Елиза и други 50 изпълнителки, за да помогне на пострадалите от земетресението в Акуила. В същия месец тя получава наградата „Доменико Модуньо“ за това, че се е отличила в музикалната си дейност. На 3 юли в Киасо Алексия участва в „Мюзикомик“, получавайки наградата „Музика за деца Италия“ за това, че се е отличила в областта на солидарната музика.
На 24 юли албумът Alè е представен в Германия, Австрия и Швейцария, който Алексия публикува в Италия на 27 юни 2008 г. с добавянето на сингъла от Санремо Biancaneve. На 19 август тя участва заедно с Дзукеро, Андреа Бочели, Антонело Вендити и Стинг в Концерта за Виареджо – събитие на солидарност за жертвите на бедствието от 29 юни. Третият сингъл от албума Ale & c., озаглавен E non sai („И не знаеш“) с участието на Мадам СиСи, е представен по всички радио и музикални мрежи на 9 октомври. Видеоклипът, режисиран от Марко Карлучи, е официално представен на 18 октомври в предаването „Доменика Ин“. През декември същата година видеоклипът на песента E non sai печели наградата „Рим Видеоклип“. В същия месец Алексия участва в дует с певеца и музикант Лука Юрман в песента Signed sealed deliveryed I'm yours, съдържаща се в албума на изпълнителя.

### 2010-те години
На 18 февруари 2010 г. Алексия участва като международен гост в първия епизод на първото издание на „Танцувай със звездите" в Албания. През май се ражда официалното уеб радио на Алексия, което излъчва само песните на изпълнителката; тя е първата италианска певица, която има такова. Сингълът Star („Звезда“) е издаден на 11 юни. Песента, която е груув балада с фънк и ритъм енд блус влияния, разказва за сложната човешка връзка с известността. Star е първият промоционален сингъл от деветия албум с неиздавани парчета Stars, излязъл на 22 юни в музикалните магазините и десет дни по-рано за цифрово изтегляне.
На 20 юли същата година Алексия е наградена на Венециански музикални награди. На 15 август стартира новото ѝ турне Stars Tour 2010. На 22 юли тя е избрана за кръстница на Соул фестивал „Порета“. За случая изпълнява множество парчета на Арета Франклин под съпровод на Чарли Ууд. На 1 октомври участва в осмото издание на желаното от Клаудио Балиони събитие O'Scià в Лампедуза. На 4 юли 2011 г. певицата става майка за втори път. През есента участва в различни благотворителни и солидарни прояви, като също така продължава живата дейност на събития и театри. На 13 декември участва с други изпълнители в Spezia Live 2 – концерт в полза на наводненото население на провинция Ла Специя.
След две години отсъствие, на 19 юни 2012 г. Алексия прави премиера на новия си сингъл A volte sì a volte no („Понякога да и понякога не“) в телевизионната програма Insieme на Салво Ла Роза. На 13 юли песента е представена по Rai 1 на 55-ото издание на Фестивала в Кастрокаро. На 23 юни певицата е единствената италианска изпълнителка, която участва в Puhajarve Jaanituli – естонски летен поп фестивал. След това започва новото турне, което засяга различни площади на Италия и участва в множество дати на Radio Cuore Tour и други национални фестивали. Международното ѝ турне също започва през есента, предшествано от датата в Естония, и то засяга клубовете на Полша и Швейцария.
През 2013 г. Алексия е редовна гостенка на шестото издание на I migliori anni – програма, водена от Карло Конти по Rai 1 в събота вечер, за новия формат Canzonissima. На 9 март тя представя новия си сингъл Io no („Аз не“) от албума The Best Years, а на 10 май започва новото си турне в Европа и Америка. На 23 юли издава първия си албум с кавъри iCanzonissime. На 15 ноември новият сингъл Jenny Vola („Жени лети“) излиза в дигиталните магазини.
През 2014 г. Алексия е в студиото за продукцията на новия си звукозаписен проект. През пролетта тя започва новото си турне, което я отвежда из Европа и площадите на Италия.
На 17 април 2015 г. е пуснат новият ѝ сингъл Il mondo non accetta le parole? („Светът не приема ли думите?“) – предшественик на албума ѝ с неиздавани песни Tu puoi se vuoi („Можеш ако искаш“), който излиза на 5 май. През май започва новото европейско турне на Алексия, което засяга различни държави и площади на Италия. Sento („Чувствам“), вторият сингъл от новия звукозаписен проект, излиза на 26 юни. На 9 октомври стартира третият и последен сингъл – Prenditi la vita („Вземи живота си“) едновременно с видеоклип, заснет в Нидерландия в същите студия, където се ражда и развива целият проект.
На 19 май 2017 г. излиза сингълът Beata gioventù („Блажена младост“), написан от Лоренцо Вицини, който също е представен на Летния фестивал „Уинд“ на Пиаца дел Пополо в Рим, излъчен в праймтайма на Canale 5. През юни излиза промоционалният сингъл La cura per me („Лечението за мен“), избран за химн на Гей прайда, проведен през 2017 г. в Милано. На 15 септември излиза вторият официален сингъл от албума: Fragile Fermo Immagine („Крехък стоп кадър“). Песента, придружена от видео, режисирано от Ани Мале от продуцентската къща Бороталко, получава добър отзвук по радиото, като влиза в класацията на най-пусканите италиански песни и остава в Топ 30 за 10 седмици. На 19 ноември Алексия участва в предаването Quelli che il calcio, за да представи новия си сингъл след турне из Европа.
Третият сингъл – Quell'altra („Онази другата“) излиза на 5 декември. Видеото е режисирано от Серена Корвалия от продуцентската къща Бороталко. На 31 декември същата година Алексия участва в новогодишната нощ в музикално излъчване на живо от Унипол Арена в Болоня по Canale 5.
На 31 януари 2018 г. тя гостува на вариатетното телевизионно предаване 90 Special по Italia 1 с комбинация от най-известните си песни. За случая тя представя новия си сингъл. Впоследствие певицата участва в турне, което докосва Италия и някои европейски страни. На 12 април 2019 г. тя пуска новия си сингъл Come la vita in generale („Как върви животът общо взето“) – песен, написана в сътрудничество с Даниеле Магро.

### 2020-те години
На 24 юли 2020 г. Алексия издава сътрудничество с рапърите Акиле Лауро и Капо Плаза, озаглавена You and Me („Ти и аз“); песента е включена в албума на Лауро от 1990 г. В сътрудничество с Диджей Узай тя публикува сингъла Notte („Нощ“), който влиза в радио ротация на 3 април 2021 г.
През 2021 г. участва в първото издание на шоуто за таланти Star in the Star като Майкъл Джаксън, като печели третото място.
На 25 ноември 2022 г. издава първия си коледен албум, озаглавен My XMas за Ада/Уорнър. Главният сингъл е Christmas (Baby please come home), който тя представя в различни телевизионни програми и в коледно турне, което посещава театри в различни италиански градове.
На 16 юни 2023 г. излиза сингълът Proiettili e Diamanti („Куршуми и диаманти“), написан с Данти, след което през същата година той прави дует с Фиорело в сингъла Attenti al Lupo, съдържащ се в албума му Fiorello presenta Tofu.
През 2024 г. чрез Нерво изпълнява преработена версия на Uh la la la на сцената на Tomorrowland в Белгия, едно от най-големите събития за танцова и електронна музика в Европа. Освен това песента й It's a Rainy Day е използвана от танцова трупа на церемонията по откриването на Летните олимпийски игри 2024 в Париж.
На 25 май 2024 г. Алексия участва в тематичния парк Movieland Pride в Ладзизе, обявявайки своето музикално завръщане.
На 15 ноември издава новия си сингъл I Feel Feelings, отбелязвайки завръщането си към денс музиката.

## Личен живот
През 2005 г. певицата се омъжва за Андреа Камерана, внук на Джорджо Армани по майчина линия и член на семейство Аниели по бащина (праправнук на Джовани Аниели). Имат две дъщери: Мария Витория (род. 14 февруари 2007 г.) и Маргерита (род. 4 юли 2011 г.).
Братовчед ѝ е Алберто Акуилани – бивш футболист от Рома, Милан, Ювентус и Ливърпул.

## Награди и признания
- 2002 – Второ място в категория Big на Фестивала на италианската песен в Санремо 2002 г. с песента Dimmi come. . .
- 2002 г. – Награда „Воларе“ – най-добра музика на Фестивала в Санремо през 2002 г. за песента Dimmi come. . .[33]
- 2003 – Подиум – Първо място и победител на Фестивала в Санремо 2003 с песента Per dire di no[33]
- 2003 – Награда за пресцентъра, на радио-телевизията на Фестивала в Санремо 2003 за песента Per dire di no[33]
- 2005 – OGAE (Организация Générale des Amateurs de l'Eurovision): 1-во място – Da grande[34]
- 2008 г. – Награда ADMO
- 2008 – Римски фестивал за видеоклипове: Награда „Рим видеоклип“ – Guardati dentro
- 2009 – Римски фестивал за видеоклипове: Награда „Рим видеоклип“ – E non sai
- 2010 – Венециански музикални награди: Специална награда – „Регион Венето“
- 2011 – Плакет на Улицата на фестивала в Санремо на ул. Матеоти в Санремо, за песента Per dire di no
- 2013 – Награда Миа Мартини 2013
- 2018 – Награда Лунеция

## Участие във Фестивала в Санремо
- 2002 – Dimmi come... (A. Aquilani, M. Marcolini) (2-ро място)
- 2003 – Per dire di no (А. Салерно, А. Аквилани) (1-во място)
- 2005 – Da grande (А. Акуилани, Г. Фулкери, Dx. Коминоти, М. Фабрицио) (7-о място)
- 2009 – Biancaneve (с Марио Лавеци) (GR Могол, M. Лавеци) (8-о място)

## Дискография

### Студийни албуми
- 1997 – Fan Club
- 1998 – The Party
- 1999 – Happy
- 2001 – Mad for Music
- 2002 – Alexia
- 2003 – Il cuore a modo mio
- 2004 – Gli occhi grandi della Luna
- 2008 – Alè
- 2009 – Ale & c.
- 2010 – Stars
- 2013 – iCanzonissime
- 2015 – Tu puoi se vuoi
- 2017 – Quell'altra
- 2022 – My Xmas

### Компилации
- 2000 – The Hits
- 2005 – Da grande

### Сътрудничества
- 2000 – Джани Моранди – Non ti dimenticherò (написана от Ерос Рамацоти)
- 2004 – Ренато Дзеро – Madame
- 2009 – Марио Лавеци – Biancaneve (написана от Могол и Марио Лавеци)
- 2009 – Bloom 06 – „We“ is the power (английска версия на Il Branco)
- 2009 – Madame SiSi – E non sai
- 2009 – Лука Юрман – Signed sealed delivered I'm yours
- 2010 – Анджело Брандуарди – I dreamed a dream
- 2020 – Акиле Лауро и Капо Плаза – You and Me
- 2022 – Узаи – Notte
- 2023 – Фиорело – Attenti al lupo

## Концерти и турнета
- 1994 – Ice'n'green Tour
- 1999 – Happy Summer Tour 1999
- 2001 – Mad 4 Music Show
- 2002 – Alexia Summer Tour 2002
- 2003 – Il Cuore A modo mio Summer Tour 2003
- 2004 – Gli Occhi grandi della luna Tour 2004
- 2005 – Da Grande Summer Tour 2005
- 2006 – Alexia Summer Tour 2006
- 2007 – Alexia Summer Tour 2007
- 2008 – Alexia Live Concert 2008
- 2009 – Ale & C. World Tour 2009
- 2010 – Stars Tour 2010
- 2012 – Alexia Tour 2012
- 2013 – Alexia Tour 2013'
- 2014 – Alexia Tour 2014
- 2015 – Alexia European Tour 2015
- 2016 – Alexia European Tour 2016
- 2017 – Alexia European Tour 2017
- 2018 – Quell'altra Tour 2018
- 2019 – Quell'altra European Tour 2019
- 2022 - My Xmas Live Tour 2022-2023
- 2023 - Inspiration Tour 2023